# Ribot de contrafibra

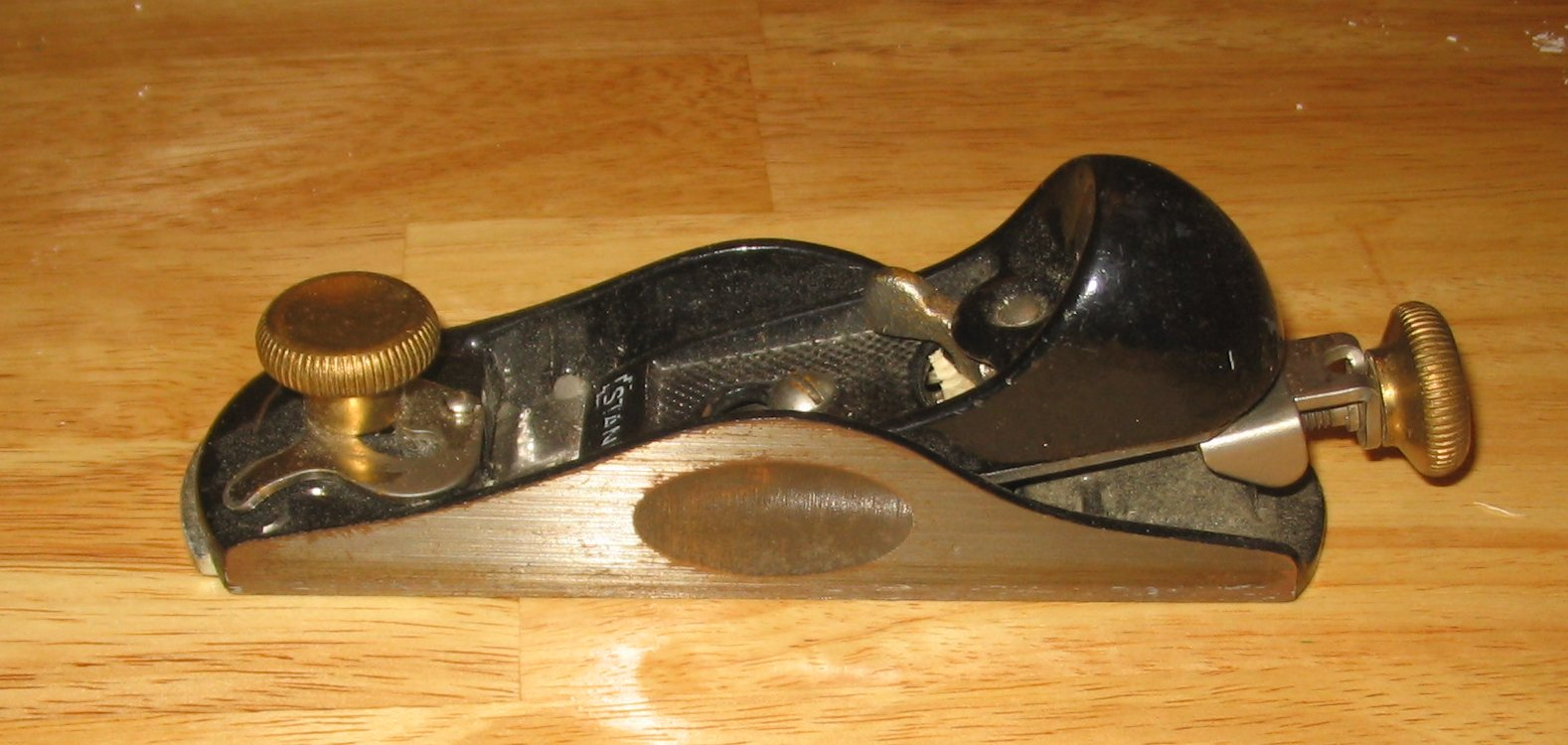
Un ribot de contrafibra.

El ribot de contrafibra és un petit ribot de fusteria que està dissenyat per a tallar a contrafibra i és prou diminut per ser utilitzat amb una sola mà. La fulla va muntada amb un angle d'atac molt petit. Un ribot de contrafibra és usat per a ribotejar components deixant encenalls prims de fusta, per aconseguir que un element s'ajusti dins d'una tolerància de fabricació acceptable. També s'empra per aparellar petites superfícies en zones delicades. En els ribots a contrafibra, el full té una inclinació de 12 a 20 graus a més disposen de galgues de control de profunditat i de moviment lateral de la fulla. N'hi ha de fusta i de metall, aquests últims són més sofisticats.